# Raúl Troncoso
Pour les articles homonymes, voir Troncoso.
Raúl Troncoso Castillo (né le 27 avril 1935 à Santiago du Chili et décédé le 28 novembre 2004  dans la même ville), est un homme politique chilien. Ambassadeur en Italie de 1990 à 1992. Ministre de la Défense en 1998. Ministre de l'Intérieur de 1998 au 11 mars 2000.